# San Adrián
San Adrián è un comune spagnolo di 6 072 abitanti situato nella comunità autonoma della Navarra.